# Centre hospitalier universitaire de Nîmes
Vous pouvez aider à l'améliorer ou bien discuter des problèmes sur sa page de discussion.
- Son texte doit être wikifié : il ne correspond pas à la mise en forme Wikipédia (style, typographie, liens internes, liens entre les wikis, etc.). (Marqué depuis février 2022)
- Sa typographie ne respecte pas les conventions de Wikipédia. Vous pouvez solliciter de l’aide de l’Atelier typographique. (Marqué depuis février 2022)
- Sa rédaction n'est pas équilibrée, et donne à certains aspects ou points de vue une importance disproportionnée. Considérez son contenu avec précaution. Pour lancer la procédure de résolution du problème, utilisez le paramètre neutralité. (Marqué depuis février 2022)
- Il est à actualiser. Certains passages sont obsolètes ou annoncent des événements désormais passés. (Marqué depuis février 2022)

Le Centre hospitalier universitaire de Nîmes (CHU de Nîmes) est un centre hospitalier universitaire d'une capacité totale de 2127 lits en 2017. Situé à Nîmes dans le Gard.    

## Description
Fondé en 1958, le Centre hospitalier de Nîmes devient Centre hospitalier régional (CHR) en 1970, puis Centre hospitalier universitaire (CHU) l'année suivante.
Les missions fondamentales du CHU sont le soin, l’enseignement et la recherche. La prévention, l’éducation à la santé, l’accès aux soins et la lutte contre l’exclusion sociale sont parmi les priorités du CHU de Nîmes qui est composé de 3 sites :
- le campus hospitalo-universitaire Carémeau ;
- le centre de gérontologie Serre-Cavalier ;
- l’hôpital universitaire de Réadaptation, Rééducation et Addictologie au Grau-du-Roi.

C'est un centre de référence qui regroupe toutes les spécialités médicales et chirurgicales. En 2017, l'activité du CHU est en hausse avec :
- 375 902 consultations ;
- 129 794 hospitalisations ;
- 20 809 interventions chirurgicales.

Le développement de la prise en charge ambulatoire constitue l’une des priorités du CHU de Nîmes. Le service de gérontologie ambulatoire du CHU travaille à l'amélioration de l'alimentation des patients âgés afin prévenir la perte d'autonomie et les maladies dégénératives du cerveau .

## Historique
En 1313, Raymond Ruffi, bourgeois nîmois, consacre une partie de ses biens à l’édification d’un établissement de charité important. Son testament du 22 mai 1313 constitue l’acte fondateur de l’Hôtel Dieu qui subsiste durant 170 ans,.
Une peste en 1482 puis une famine un an plus tard font d’affreux ravages à Nîmes, en raison de l’entassement des malades dans les hôpitaux plus petits, situés à l’intérieur de la ville.
Pour éviter la reproduction d’un tel fléau, les consuls de Nîmes décident d’acquérir l’Hôtel Dieu situé à l’extérieur de la ville, le 23 avril 1483, entraînant sa « municipalisation ».
Au 16e siècle, les Guerres de religion marquent profondément l’histoire de la ville. Après la destruction de l’Hôtel Dieu et une nouvelle épidémie de peste en 1564, le conseil de la ville de Nîmes décide de rebâtir l’hôpital, qui sera achevé en 1592. Après de nouveaux conflits religieux, à l’instigation de l’Evêque Cochon puis grâce à la générosité du prince Armand de Bourbon-Conti, l’Hôtel Dieu se développe au 17e siècle avec l’installation des Sœurs de Saint Joseph .
Au début du 18e siècle s’établit un hôpital général pour y loger, enfermer et nourrir les indigents. C’est au cours de ce siècle que l’Hôtel Dieu et l’hôpital général sont réunis administrativement sous le nom d’hospice d’humanité chargé de pourvoir à l’assistance des vieillards, des infirmiers et des incurables.
En 1863 est décidé d’établir un lycée (l’actuel lycée Alphonse-Daudet) à la place de l’hôpital général et de construire un nouvel hospice, route d’Uzès, inauguré le 11 octobre 1874. L’hôtel Dieu le rejoint cinquante ans plus tard.

### XXesiècle
Le 12 octobre 1924, Gaston Doumergue pose la première pierre d’un nouvel hôpital qui va porter son nom. Le transfert des malades a lieu en 1934. Dix ans plus tard, lors de la seconde guerre mondiale, le pavillon A de l’hôpital Gaston Doumergue, occupé par les Allemands, est détruit le 27 mai 1944, comme plusieurs édifices de la ville, sous les bombes de l’aviation américaine.
Le 3 octobre 1988, la ville de Nîmes est victime d’une inondation sans précédent qui n’épargne pas le CHU. Ce sinistre met en évidence la vulnérabilité du site de Gaston Doumergue et la nécessité, devenue plus pressante, de regrouper la totalité des lits actifs sur le site de Carémeau, à l’abri des inondations périodiques que subit la région (voir épisode cévenol).
Les événements de 1988 confirment la nécessaire construction, depuis longtemps programmée, d’un hôpital à l’ouest de la ville et son regroupement sur Carémeau.
En juin 1989, le conseil d’administration vote le plan directeur du CHU autour de trois axes :
- le regroupement de l’ensemble des lits de court séjour sur le site de Carémeau ;
- la restructuration du secteur personnes âgées ;
- la construction d’un établissement neuf de 190 lits de moyen séjour, de rééducation et de nutrition au centre médical du Grau du Roi[14] .

En 1971, le centre hospitalier de Nîmes devient CHU et l’établissement hospitalier crée ainsi l’école d’infirmières et le site de Serre-Cavalier.

### XXIesiècle
En 2003, le CHU de Nîmes s'implante définitivement sur Carémeau. Permettant le regroupement sur un seul site de la totalité des lits et places, à proximité immédiate des immeubles de la Faculté de Médecine, Carémeau voit également s'installer sur son site deux pavillons de rééducation ainsi que l’ensemble de la psychiatrie, soit au total 1 100 lits et places.
L’ouverture complète de ce vaste ensemble hospitalo-universitaire intervient à la fin du premier semestre 2003, marquant ainsi une étape essentielle de l’histoire et du développement du CHU de Nîmes,.
En octobre 2013, le CHU de Nîmes inaugura sa clinique de Psychiatrie sur les hauteurs de Carémeau qui dispose d'unités adaptées à la pathologie du patient et d'unités classés par âge du patient.  
- Clinique de psychiatrie polyvalente
- Clinique des troubles thymiques
- Clinique de soins intensifs psychiatriques
- Clinique psychiatrique de la personne âgée
- Clinique psychiatrique des adolescents
- Clinique psychiatrique des jeunes adultes

En 2019, le CHU de Nîmes comprend 2 044 lits, places et postes (271 pour l’hospitalisation de jour et 1 773 pour l’hospitalisation complète).
En 2020, le CHU de Nîmes lance une politique de grands travaux en démarrant la construction d’un nouvel ensemble regroupant les services de gériatrie, soins de suite et de réadaptation, et de maladies infectieuses et tropicales. D’une durée de 26 mois de travaux, la construction de Carémeau plateau s’achèvera en fin d’année 2022 pour un capacitaire de 150 lits d’hospitalisation complète et de 100 lits d’hospitalisation de jour supplémentaires. Une surélévation de l’hôpital de Carémeau Sud, prévue pour 2022, accueillera 90 lits supplémentaires.
En juillet 2023, le nouveau bâtiment qui abrite les services de médecine physique et de réadaptation, de maladies infectieuses et tropicales, et de gériatrie du CHU Carémeau de Nîmes a été inauguré le 4 juillet par Nicolas Best, directeur général du CHU.

## Directeurs
- 1960-1972 : Maurice Rochaix

[...]
- 1979-? : Robert Chalavet[22]

[...]
- 1987-2007 : Guy Mazereau
- 2007-2014 : Jean-Olivier Arnaud
- 2014-2018 : Martine Ladoucette
- 2018-2023 : Nicolas Best[23]
- 2024 à ce jour : Frédéric Rimattei